# U 656
U 656 war ein deutsches U-Boot vom Typ VII C der deutschen Kriegsmarine. 

## Geschichte
Die Kiellegung erfolgte am 4. September 1940. Nach dem Stapellauf am 8. Juli 1941 wurde das Boot am 17. September 1941 in Dienst gestellt und der 5. U-Flottille zugeteilt. Der Kommandant war Kapitänleutnant Ernst Kröning.

### Einsätze
Nach Abschluss der Ausbildungsfahrten wurde U 656 ab 1. Januar 1942 als Frontboot bei der 1. U-Flottille eingesetzt. Sie unternahm zwei Feindfahrten, konnte aber keine Versenkungen verzeichnen. Es war das erste deutsche U-Boot, das im Zweiten Weltkrieg
von der US Navy versenkt wurde.

#### Erste Feindfahrt
U 656 lief am 15. Januar 1942 Kiel zu seiner ersten Feindfahrt aus. Der 14-tägige Einsatz führte sie durch das Kattegat bis nördlich der Shetlandinseln. Es ergaben sich während der Patrouille keine Angriffsgelegenheiten. U 656 lief am 28. Januar in Brest ein.

#### Zweite Feindfahrt
Nach sieben Tagen im Hafen begann die zweite Unternehmung, die den Weg der Konvois von Neufundland nach England zum Ziel hatte. U 656 gehörte zur dritten Welle der U-Boote, die im Rahmen des Unternehmens Paukenschlag gegen die US-amerikanische Ostküste eingesetzt wurden. Nachdem die Fahrt ebenso wie die erste ereignislos verlaufen war, wurde das Boot am 1. März von einer amerikanischen Luftpatrouille entdeckt und angegriffen.

### Versenkung
U 656 wurde am 1. März 1942 südlich von Kap Race in Neufundland durch Wasserbomben versenkt, die ein U-Jagdflugzeug der Squadron VP 82 der US Navy vom Typ Lockheed Hudson abgeworfen hatte. Es sank mit der gesamten Besatzung auf der Position 46° 15′ N, 53° 15′ W südlich von Neufundland.